# 喬利伍德站
喬利伍德站（英語：Chorleywood station）是倫敦地鐵大都會線和英國國鐵的一個車站，位於大倫敦以外、赫特福德郡三河區的喬利伍德，距倫敦約有20英里（32）。本站屬於倫敦軌道運輸第7收費區。
本站的國鐵服務由奇爾特恩鐵路提供。

## 歷史
1889年，大都會鐵路由里克曼斯沃斯延伸至切舍姆。1898年，大中央鐵路倫敦延伸段延長至艾爾斯伯里西北方的Quainton路站，並於該處接駁大都會鐵路。1899年3月15日，大中央鐵路開展前往倫敦馬里波恩的客運服務，並為本站提供城際鐵路服務。
1925年，大都會鐵路的電氣化路段延伸至里克曼斯沃斯站。自此由艾爾斯伯里前往倫敦的蒸汽列車會先在里克曼斯沃斯站改掛電力機車，才繼續前往倫敦。1933年7月1日，大都會鐵路公司被公有化，大都會鐵路成為倫敦地鐵大都會線，本站亦因此改由倫敦客運委員會管理。1933年，倫敦客運委員會曾計劃電氣化里克曼斯沃斯至艾爾斯伯里一段鐵路（包括本站上下行路段），但計劃隨後因二戰爆發而被延期實施，因此本站繼續由蒸汽列車服務。1960年9月12日，大都會線里克曼斯沃斯至阿默舍姆站和切舍姆站段完成電氣化，蒸汽列車亦於翌年結束服務大都會線及本站。
1961年6月12日起，服務大都會線的原有列車被倫敦地鐵A60與A62型列車取代。
1966年9月3日，艾爾斯伯里以北的客運業務因比欽大斧而終結，自此服務本站的國鐵列車最遠只達艾爾斯伯里。同年11月14日，本站的貨場關閉。
2004年10月至2011年12月，所有服務本站的南行列車幾乎全數是以貝克街站為總站的快速列車。2011年12月起，部分快速列車班次被各站停車的列車取代，多數南行列車的終點亦改為阿爾德門站。
2010年7月31日，倫敦地鐵S8型列車開始投入大都會線的載客服務，並於2012年9月26日全數取代A型列車。
現時，奇爾特恩鐵路主要使用英國鐵路165型電聯車為本站提供國鐵服務。

## 車站設計

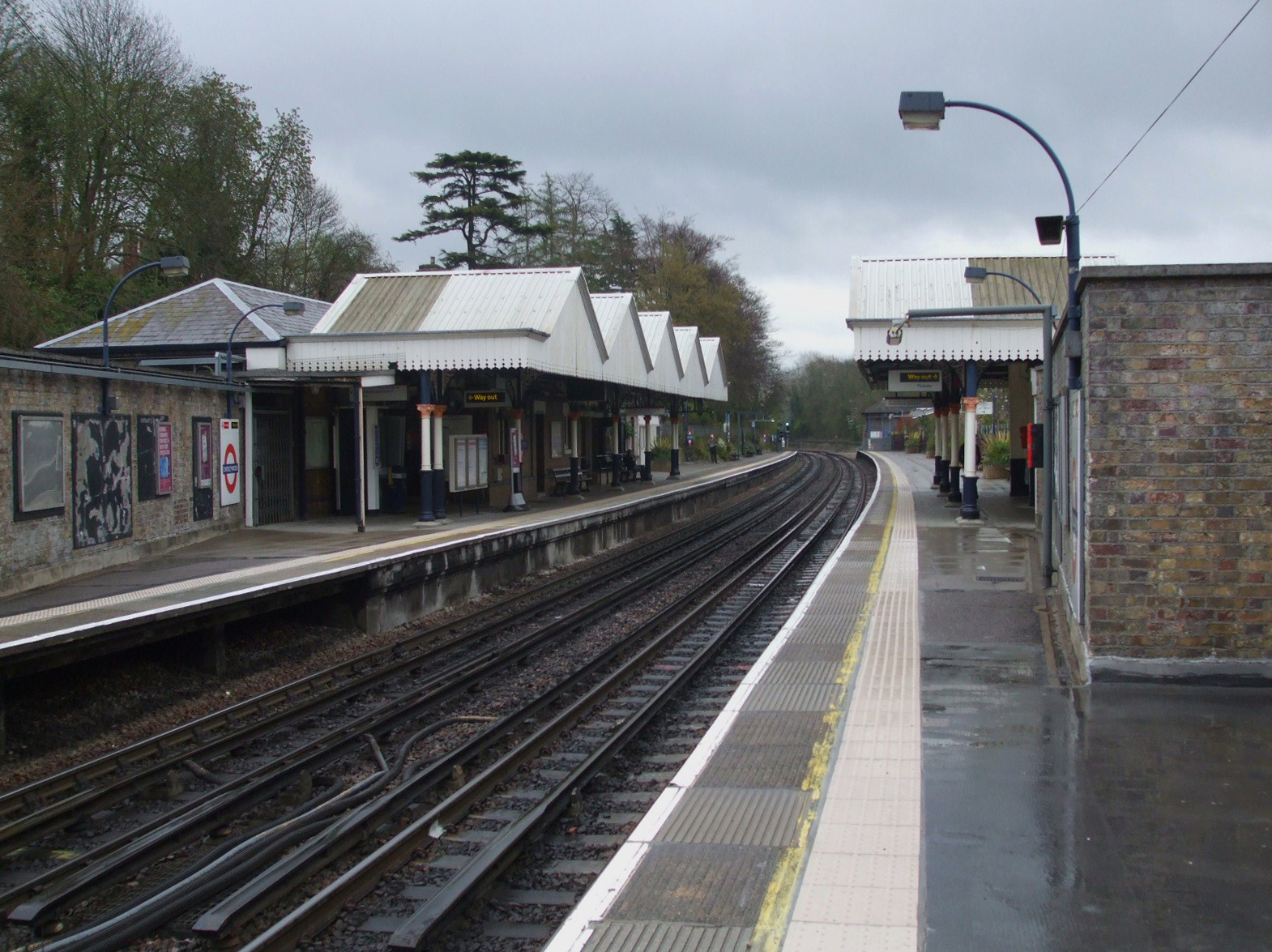
本站月台，視角向南

本站設有一對側式月台，由倫敦地鐵大都會線和國鐵列車共用。兩座月台均設通往車站入口的無障礙通道。

## 列車服務
倫敦地鐵大都會線提供阿默舍姆 / 切舍姆 — 阿爾德門的列車服務。其中，大都會線於本站提供三種南行列車服務：快速 / 半快速 / 各站。快速列車不停沼澤公園至溫布利公園之間的中途站（山上哈羅站除外，部分列車不停溫布利公園）；半快速列車不停山上哈羅至溫布利公園間的中途站；各站列車則會停靠沿途各站。
於清晨時份，大都會線有一班南行列車為前往沃特福德的穿梭列車。該列車於切舍姆始發，並服務本站。該列車會於駛離里克曼斯沃斯站後途經沃特福德三角線的北曲線，前往沃特福德站。
奇爾特恩鐵路公司則提供艾爾斯伯里 — 倫敦馬里波恩的國鐵列車服務。